# The River Wild
The River Wild is een Amerikaanse film van Curtis Hanson die werd uitgebracht in 1994.

## Verhaal
Gail Hartman is een vijfenveertigjarige gehuwde vrouw met twee kinderen. Ze is leerkracht geschiedenis en houdt erg veel van de natuur en van sportief avontuur. Ze heeft huwelijksproblemen met haar man Tom, een workaholic, die zodanig wordt opgeslorpt door zijn job als architect dat hij amper nog deelneemt aan familie-uitjes.
Ter gelegenheid van zijn verjaardag is Gail van plan hun zoon Roarke mee te nemen in een opblaasbaar rubberen vlot om de Salmon River in de Westelijke Verenigde Staten te bevaren. Alhoewel ze vroeger een competente gids was voor mensen die wensten te raften op wildwater wil ze niet meer de risico's van toen nemen en kiest ze een kalmer stuk van de rivier.
Ze laat haar jongere dochter Willa achter bij haar ouders. Wanneer ze willen vertrekken komt Tom aan om zich op het laatste nippertje bij hen aan te sluiten. Vlak voor afvaren ontmoeten ze drie mannen, Wade, Terry en Frank, die eveneens de rivier zullen bevaren. Enige tijd later stoten ze op Wade en Terry, die beweren in de steek gelaten te zijn door hun gids Frank.

## Rolverdeling
| Acteur            | Personage                       |
| ----------------- | ------------------------------- |
| Meryl Streep      | Gail Hartman                    |
| Kevin Bacon       | Wade                            |
| David Strathairn  | Tom Hartman, de man van Gail    |
| John C. Reilly    | Terry                           |
| Joseph Mazzello   | Roarke, de zoon van Gail en Tom |
| Benjamin Bratt    | ranger Johnny                   |
| Elizabeth Hoffman | de moeder van Gail              |
| William Lucking   | Frank                           |
| Glenn Morshower   | een politieagent                |